# Нерівність Богомолова — Міаокі — Яу
Нерівність Богомолова — Міаокі — Яу — це нерівність
{\displaystyle c_{1}^{2}\leqslant 3c_{2}}
між числами Чжен компактних комплексних поверхонь загального вигляду. Головний інтерес в цій нерівності — можливість обмежити можливі топологічні типи розглянутого дійсного 4-многовида. Нерівність довели незалежно Яу і Міаокі, після того як Ван де Вен і Федір Богомолов довели слабші версії нерівності з константами 8 і 4 замість 3.
Борель і Хірцебрух показали, що нерівність не можна поліпшити, знайшовши нескінченно багато випадків, в яких виконується рівність. Нерівність невірна для позитивних характеристик — Ленг і Істон навели приклади поверхонь з характеристикою p, такі як узагальнена поверхня Рейно, для яких нерівність не виконується.

## Формулювання нерівності
Зазвичай нерівність Богомолова — Міаокі — Яу формулюється в такий спосіб.
Нехай X — компактна комплексна поверхня загального типу, і нехай {\displaystyle c_{1}=c_{1}(X)} і {\displaystyle c_{2}=c_{2}(X)} — перший і другий клас Чжен комплексного дотичного розшарування поверхні. Тоді
{\displaystyle c_{1}^{2}\leqslant 3c_{2}.}